# Марезиге
Марезиге (словен. Marezige) — поселення в общині Копер, Регіон Обално-крашка, Словенія. Висота над рівнем моря: 224,3 м.